# Правда лейтенанта Климова
«Правда лейтенанта Климова» — советский полнометражный цветной художественный фильм, поставленный на Киностудии «Ленфильм» в 1981 году режиссёром Олегом Дашкевичем по повести Леонида Крейна «Дуга большого круга».
Премьера фильма в СССР состоялась в мае 1982 года.

## Сюжет
Морского офицера Климова (Андрей Ростоцкий) за «пьяную драку» понизили в звании и перевели на Северный флот. На новом месте службы ему не доверяют и назначают на тренажёр. Постепенно выясняется, что Климов отличный специалист, что он боксёр и не пьёт, и что ударил любовника своей жены всего один раз. Лейтенанту удаётся получить назначение на лодку и хорошо зарекомендовать себя во время учений.

## В главных ролях
- Андрей Ростоцкий — Климов Павел Сергеевич
- Юрий Каморный — Степанов Евгений Васильевич, капитан 2-го ранга, командир подводной лодки
- Павел Иванов — Забелин Андрей Николаевич, капитан 3-го ранга, замполит
- Пётр Шелохонов — Червоненко Николай Максимович, старший мичман, боцман

## В ролях
- Игорь Добряков — Соснихин, капитан-лейтенант, затем капитан 3-го ранга, старший помощник командира
- Валерий Доронин — Бирюков Сергей Владимирович, однокашник Павла
- Андрей Рахманов — Примак Игорь Петрович, капитан 1-го ранга, начальник штаба
- Александр Липов — Ефремов, капитан 2-го ранга, начальник учебного центра
- Борис Химичев — Контр-адмирал, командир соединения (роль озвучивал — Игорь Ефимов)
- Ирина Гусева — Ирина Николаевна Червоненко
- М. Матвеева — Вера Ивановна
- Василий Петренко — Генка Дранов, старшина 2-й статьи
- Анатолий Горин — Громов, матрос

В эпизодах
- Елизавета Акуличева — Зоя, мать Павла
- Олег Ефремов — Астахов
- Василий Корзун — Сергей Иванович Климов, отец Павла, капитан I ранга
- Иван Краско — капитан I ранга
- Елена Кондулайнен — Люся, жена/бывшая жена Павла
- А. Огородников
- Александр Поляков
- Юрий Соловьёв — подполковник в военной прокуратуре
- Валерий Филонов
- Марина Юрасова — Галина Георгиевна (в титрах указана как Н. Юрасова)
- Александр Бахаревский — командир БЧ (в титрах не указан)
- Владимир Смирнов — мичман (в титрах не указан)

Съёмочная группа выражает благодарность матросам и офицерам Военно-морского флота, принимавшим участие в киносъёмках.

## Съёмочная группа
- Автор сценария — Леонид Крейн
- Режиссёр-постановщик — Олег Дашкевич
- Оператор-постановщик — Борис Тимковский
- Художник-постановщик — Владимир Гасилов
- Композитор — Владлен Чистяков
- Звукооператор — Гарри Беленький
- Ансамбль ЛВО

Дирижёр — Н. Кунаев
- Оркестр штаба ЛВО

Дирижёр — Б. Павлов
- Ансамбль «Джаз-комфорт»
- Режиссёр — Б. Гольчиков
- Операторы: Аполлинарий Дудко, В. Тупицын
- Монтаж Н. Сурковой
- Грим А. Павлова, Е. Месхиевой
- Костюмы Юлии Колотко
- Ассистенты:

режиссёра — Владимир Белов, Ю. Назаренко
оператора — Н. Корозин, Н. Лазуткин
- Комбинированные съёмки:

оператор — А. Торговкин
художник — Юрий Боровков
- Главный консультант — Адмирал А. П. Михайловский
- Консультант — Капитан I ранга А. П. Андреев
- Редактор — Е. Печников
- Директор картины — Г. Петелин

## Признание и награды
Серебряные медали имени А. Довженко (1983, удостоены сценарист Л. Крейн, режиссёр О. Дашкевич, оператор Б. Тимковский, актёр А. Ростоцкий)